# 22025 Dorisdaou
22025 Dorisdaou è un asteroide della fascia principale. Scoperto nel 1999, presenta un'orbita caratterizzata da un semiasse maggiore pari a 2,796469 UA e da un'eccentricità di 0,157377, inclinata di 9,593950ª rispetto all'eclittica. Ha un diametro di 4,264 km e un'albedo di 0,353.
Fa parte della famiglia di asteroidi Gefion.